# Мулик Михайло Іванович
Михайло Іванович Мулик (нар. 28 жовтня 1920, Горожанка — пом. 25 січня 2020, Івано-Франківськ) — український громадський та військовий діяч, вояк дивізії СС «Галичина», в'язень радянських концтаборів, багатолітній голова станиці Галицького братства колишніх вояків 1-ї української дивізії Української Національної Армії, почесний громадянин Івано-Франківська, останній комбатант дивізія СС «Галичина» в Івано-Франківську.

## Життєпис
Михайло Мулик народився 28 жовтня 1920 року в селі Горожанка, нині Монастириський район Тернопільська область. Його батько Іван був підстаршиною Українських січових стрільців. Ще у юності став членом юнацтва ОУН, а в 1937 році став членом Організації Українських Націоналістів. За її завданням у вересні 1943 року вступив до лав дивізії «Галичина». Служив радистом. Учасник битви під Бродами у липні 1944 року. Потрапив у радянський полон. Два роки допитували в московській Луб'янській в'язниці. На 10 років позбавили волі й на п'ять — громадянських прав. 
Покарання відбував на вугільних шахтах в Республіці Комі.
Із заслання повернувся 1958 року. Оселився у Станіславі, тепер — Івано-Франківськ. Працював маляром, столяром, паралельно здобуваючи економічну освіту на вечірньому відділенні автомобільного технікуму. Ще до закінчення технікуму почав працювати економістом, а згодом і бухгалтером. Працював головним бухгалтером на виробничому об'єднанні «Прикарпатліс» до виходу на пенсію.
У 1989 році став членом культурно-наукового товариства «Рух». Був бухгалтером ліквідаційної комісії міськкому й обкому КПРС.
1991 року організував Товариство політичних в'язнів і репресованих. За рік із дивізійником Володимиром Малкошем створив Братство колишніх вояків «Галичини». Щороку 28 квітня святкував день створення дивізії «Галичина».
У 2017 році отримав звання почесного громадянина Івано-Франківська. Досі не реабілітований українською владою.
Помер 25 січня 2020 року в місті Івано-Франківськ. 27 січня 2020 року в Івано-Франківську відбулось прощання з Михайлом Муликом в Будинку смутку, що на вулиці Ребета, на яке зібралися рідні, близькі, представники влади та усі небайдужі містяни. Похований 28 січня 2020 року в Івано-Франківську на міському кладовищі. Похоронне Богослужіння відслужив Архієпископ і Митрополит Івано-Франківський Кир Володимир.

## Нагороди
Мав ряд дивізійних нагород.

## Почесні звання
- Почесний Громадянин міста Івано-Франківська (з 2017 року)

## Вшанування пам'яті
- 13 квітня 2022 року на честь Михайла Мулика перейменували вулицю Гаркуші в місті Івано-Франківськ[8]

## Доробок
Михайло Мулик написав вісім книжок про український визвольний рух.
- «За Україну боролись, за Україну вмирали». — Івано-Франківськ, 2016. — 288 ст. ISBN 978-966-428-488-9[9][10]
- «Під сонцем Італії. Московські морози.» — Івано-Франківськ: «Місто НВ», 2013. — 120 с. ISBN 978-966-428-306-6
- «Дух, що тіло рве до бою…» — Івано-Франківськ: «Лілея-НВ», 2010. — 215 с.
- «Трагедія нації». — Івано-Франківськ: «Лілея-НВ», 2003. — 82 с. ISBN 966-7524-22-1
- «Пам'ять серця». — Івано-Франківськ, 1997. — 20 с.
- «Від січового стрілецтва до революції гідності»." — Івано-Франківськ: «Місто-НВ», 2015. — 206 с.